# Privacidad epistémica
Privacidad epistémica, relación que una persona tiene con una proposición cuando sólo esa persona puede tener un conocimiento directo o no inferencial de esa proposición. Es ampliamente reconocido que los sujetos poseen privacidad epistémica con respecto a ciertas proposiciones relativas a sus propios estados mentales. Según este punto de vista, una persona puede saber directamente que tiene ciertos pensamientos, sentimientos o experiencias sensoriales. Es posible que otras personas puedan saber también que esa persona tiene esos pensamientos, sentimientos o experiencias, pero si es así, es sólo como resultado de una inferencia a partir de proposiciones acerca de la conducta o la situación física de la persona.